# Zamek Żupny
Zamek Żupny – zamek w Wieliczce, dawna siedziba zarządu kopalń Wieliczki i Bochni, czyli przedsiębiorstwa Żup Krakowskich.
Zamek królewski położony był w drugiej połowie XVI wieku w powiecie szczyrzyckim województwa krakowskiego.
Zamek składa się z trzech głównych budowli: Zamku Środkowego (XIII–XIV w.), Północnego (XV w.), Południowego (XIX–XX w.) oraz baszty (XIV w.). Podwaliny pod budowę zamku dał w XIII wieku książę Henryk IV Probus, są to też początki krakowskiej Żupy, czyli solnego przedsiębiorstwa, będącego w posiadaniu władcy. Za prawidłowe zarządzanie dobrami odpowiadał żupnik – mianowany przez króla administrator żupy. Prawdziwy rozwój miasta i zamku nastąpił za Kazimierza Wielkiego, król lokował Wieliczkę na prawie niemieckim, gruntownie umocnił i przebudował zamek. Za czasów władcy dochód czerpany z wydobycia soli stanowił 1/3 budżetu państwa. W XVIII wieku wokół budowli urządzono ogród, który do dzisiaj stanowi o atrakcyjności zamku, jest miejscem spotkań i odpoczynku zarówno mieszkańców Wieliczki, jak i turystów. Przez 650 lat zamek ulegał pożarom, wojnom, oblężeniom i innym katastrofom, które w znaczący sposób wpłynęły na kształt dzisiejszej budowli. Najdotkliwsze zniszczenia powstały na skutek bombardowania wojsk radzieckich w 1945 roku. Prace remontowe zakończono w 1992 roku.
Współcześnie odrestaurowany zamek stanowi siedzibę Muzeum Żup Krakowskich. W ramach zwiedzania zamku można obejrzeć stałą ekspozycję archeologiczną, kolekcję solniczek oraz aktualną wystawę czasową. Podziwiając budowlę, można natrafić na koncert z cyklu Summer Music Festival czy Popołudnie ze Straussem. Raz do roku organizowane jest Święto Soli. Wydarzenia te odbywają się cyklicznie na zamkowym dziedzińcu.
23 czerwca 2013 zamek został wpisany na Listę Światowego Dziedzictwa Kulturowego i Przyrodniczego Ludzkości UNESCO, jako rozszerzenie wpisu dotyczącego kopalni soli.

## Kompleks Zamku Żupnego
Na Kompleks Zamku Żupnego składają się następujące obiekty:
- Zamek Środkowy – „Dom pośród Żupy” (XIII–XIV w.) – najstarszy z budynków, w przeszłości pełnił najbardziej reprezentacyjną funkcję. Mieściły się tu m.in.: Izba Grodzka – dziś Sala Gotycka (miejsce obrad sądów podkomorskich), Izba Królewska (w niej zatrzymywał się król wizytujący żupy od XIV w. do 1620 r.), pomieszczenia do sprzedaży soli i przechowywania cennych przedmiotów związanych z żupą. Obecnie znajdują się tu wystawy: archeologiczna (w autentycznych piwnicach zamkowych), historyczna, największa w Polsce kolekcja cennych solniczek i sala wystaw czasowych.
- Zamek Północny – „Dom Żupny” (XIV–XV w.) – w przeszłości na piętrze znajdowały się mieszkania dla urzędników i kaplica św. Stanisława (XVI – II poł. XVII w.), a na parterze m.in. więzienie żupne Groch, łojownia (wydawano tu łój, tj. tłuszcz zwierzęcy do oświetlania kopalni), skład narzędzi górniczych, pomieszczenie do przechowywania sreber i aparatów kościelnych do wspomnianej kaplicy. W poł. XIX w. wzdłuż budynku dodano drewniany ganek służący do komunikacji. Obecnie znajduje się tu siedziba Muzeum Żup Krakowskich Wieliczka, pracownie naukowe, archiwum salinarne, biblioteka z dużym zbiorem górniczych publikacji i kawiarnia. Zamek Środkowy z Północnym do 1780 roku łączyła, na wysokości pierwszego piętra, sala drewniana służąca do komunikacji i pełniąca funkcję reprezentacyjną. Jej ściany zdobiły 24 portrety żupników.
- Zamek Południowy (poł. XIX w.) – w przeszłości mieściły się tu: kancelarie, mieszkania dla wartowników i stróży, wozownia oraz magazyn sprzętu przeciwpożarowego. Obecnie znajdują się tu: sala wystaw czasowych i działań edukacyjnych, pracownie i restauracja.
- fragmenty kuchni żupnej (XV w.) – pierwszego zakładu zbiorowego żywienia w Polsce, w którym pracownicy administracji, górnicy i przyjeżdżający po sól prasołowie otrzymywali bezpłatne pożywienie. Pełniła tę funkcję do lat 80. XVI w.
- baszta (XIV w.) i fragmenty murów obronnych miasta (XIII w.). Mury te zostały wzniesione za panowania króla Kazimierza Wielkiego. Zbudowano je z piaskowca beskidzkiego w kształcie owalu. Otaczały pierwotny teren zamku z wieżą obronną o wym. 16 × 10 m. W ich obręb wchodziło 19 baszt i dwie bramy: Krakowska od północy i Kłosowska od południa. W przeszłości w baszcie znajdowało się m.in. więzienie dla osób skazanych za cięższe przewinienia oraz mieszkanie kapelana.

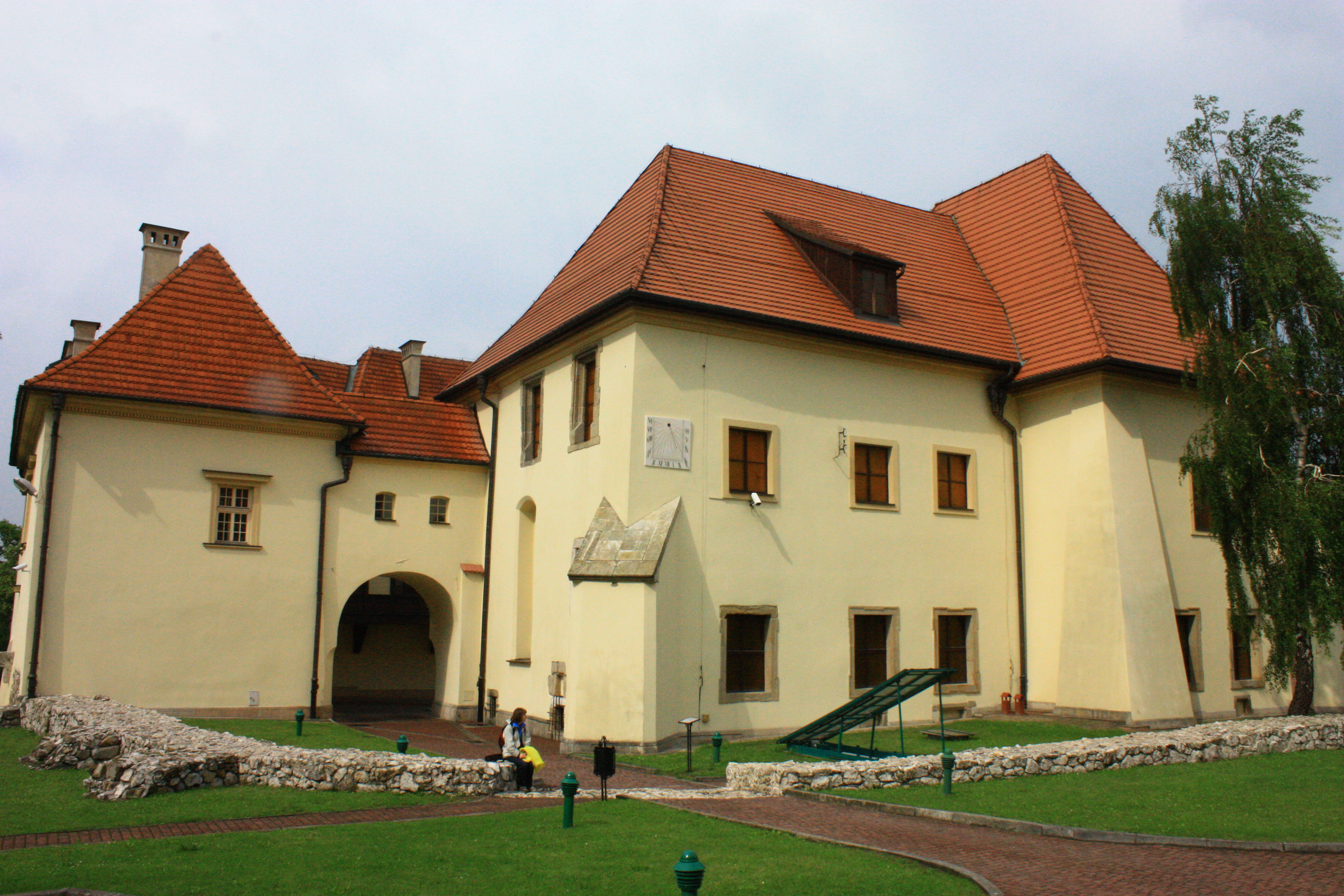
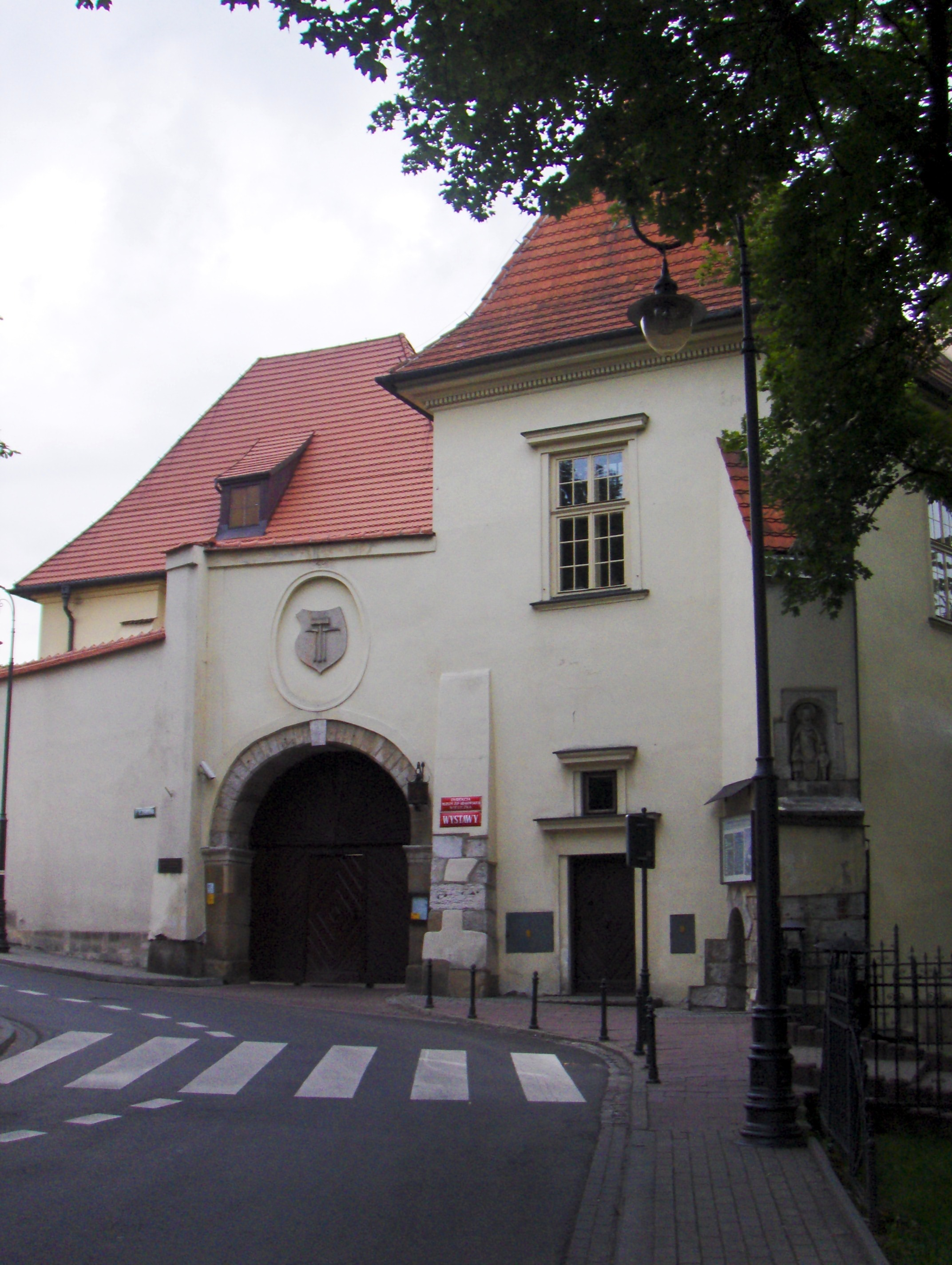
Brama zamkowa
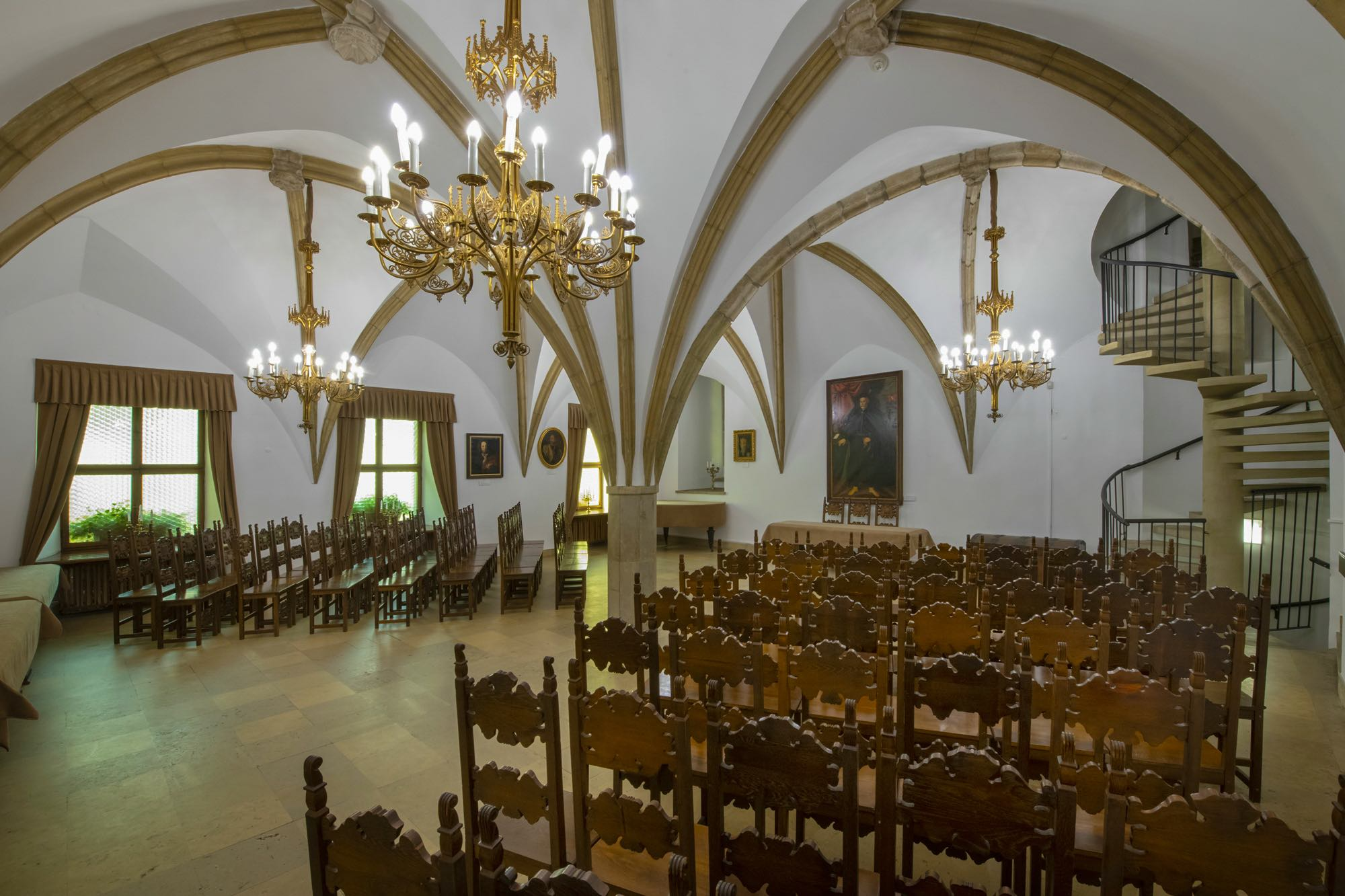
Sala gotycka na zamku
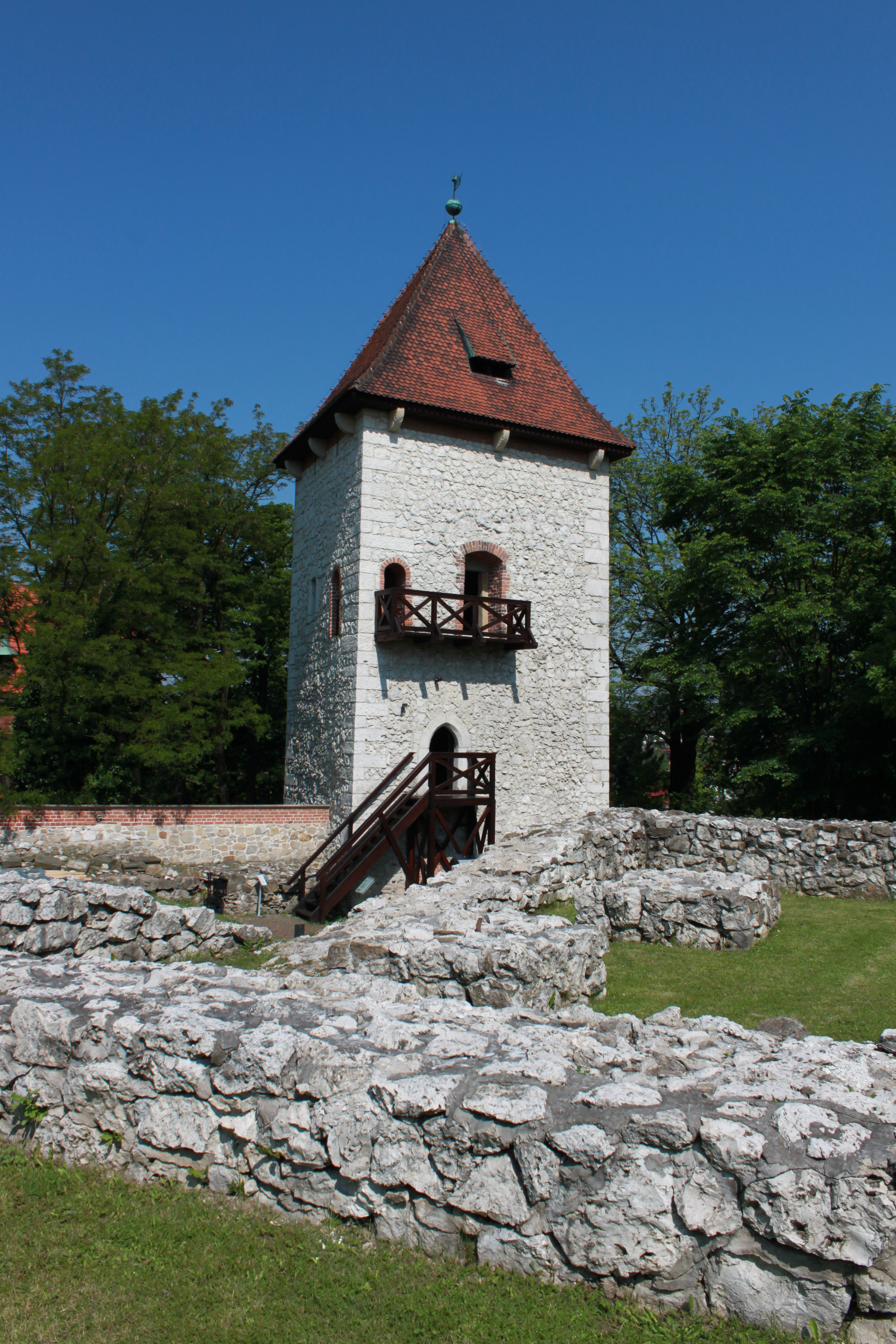
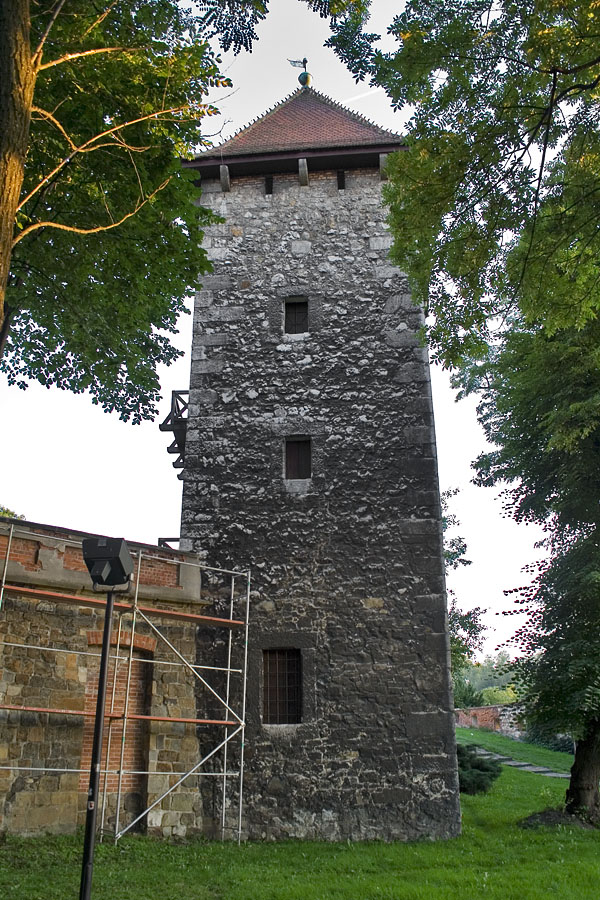
Wieża zamkowa

## Kolekcja solniczek[2]
Muzeum jest w posiadaniu jednej z najcenniejszych na świecie kolekcji solniczek. W skład kolekcji wchodzi ponad 1000 obiektów, gromadzonych od 1973 roku. Solniczki pochodzą z najlepszych wytwórni porcelany i warsztatów złotniczych, prezentując style od gotyku aż po art déco. Wykonane są m.in. ze złota, srebra, porcelany czy masy perłowej. Najstarsza solniczka wykonana jest z agatu i pochodzi z ok. 1500 roku. Do kolekcji należy również: solniczka wykonana całkowicie ze złota, związana z postacią Ernesta II Sachsen-Coburg-Gotha (brat Alberta, męża królowej brytyjskiej Wiktorii); porcelanowy serwis przyprawowy około 1760 roku z manufaktury w Höchst; solniczka z groteskami z 1570 roku z Urbino.

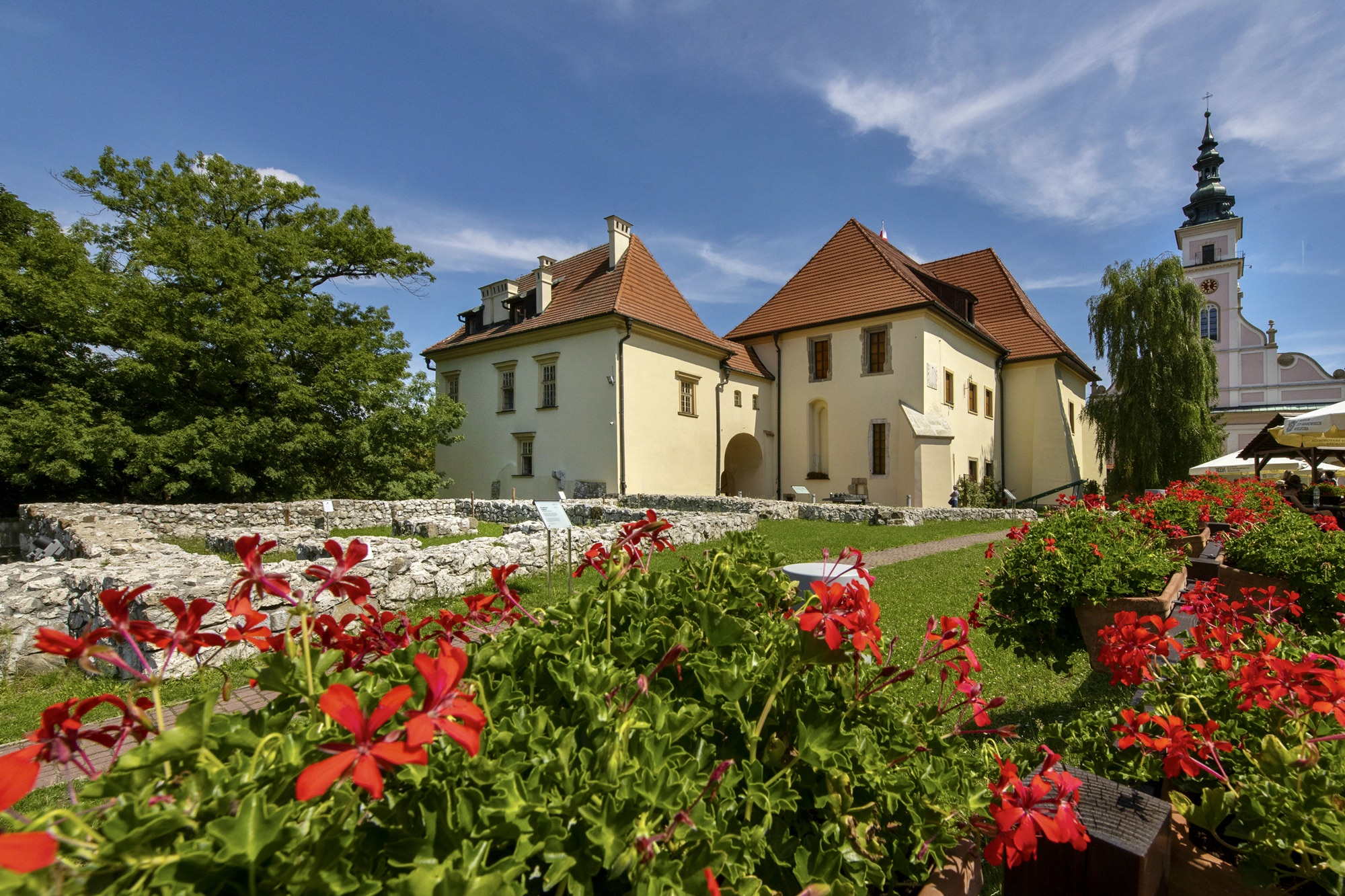
Zamek Żupny z widocznymi elementami kuchni żupnej

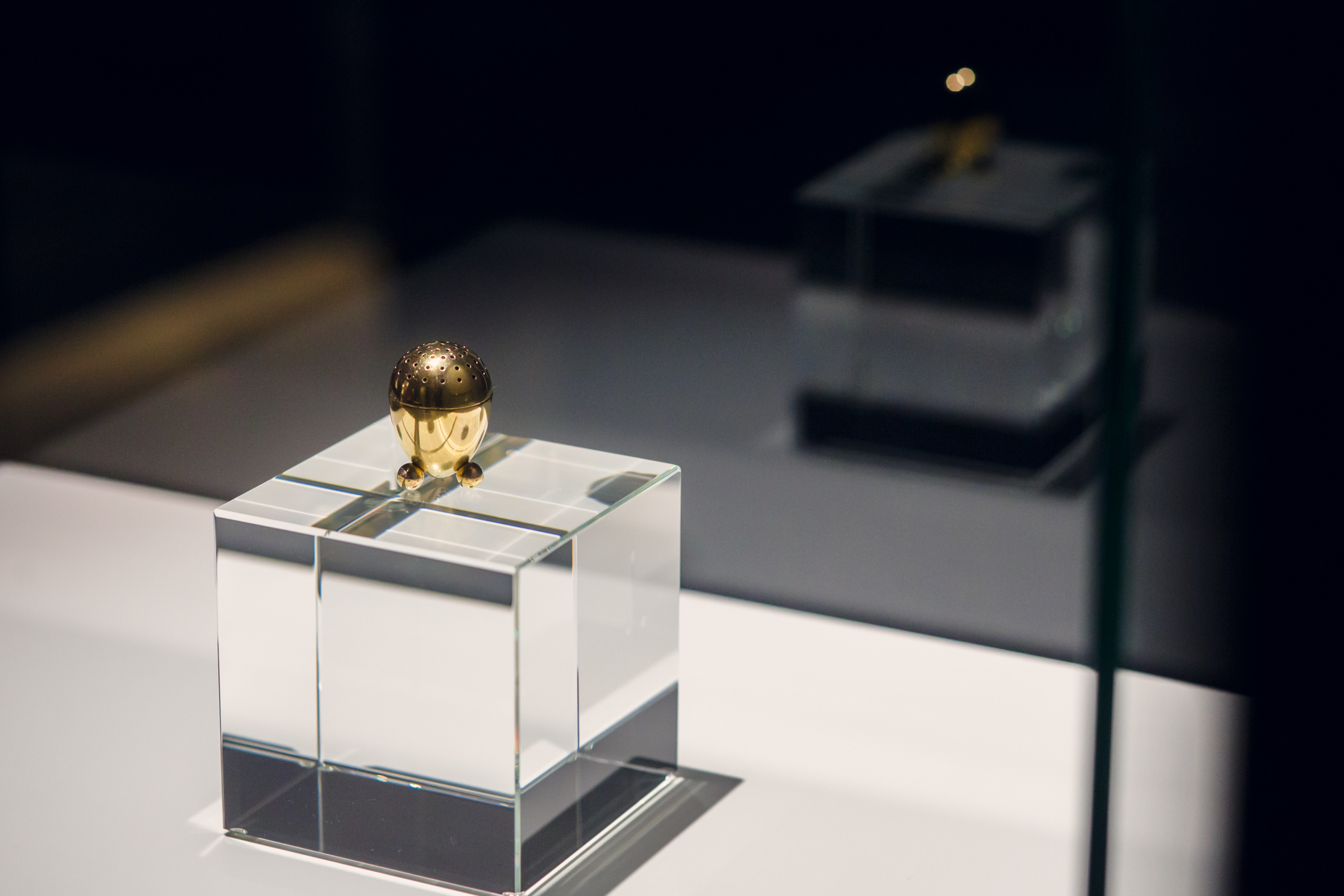
Solniczka złota na wystawie w Zamku Żupnym
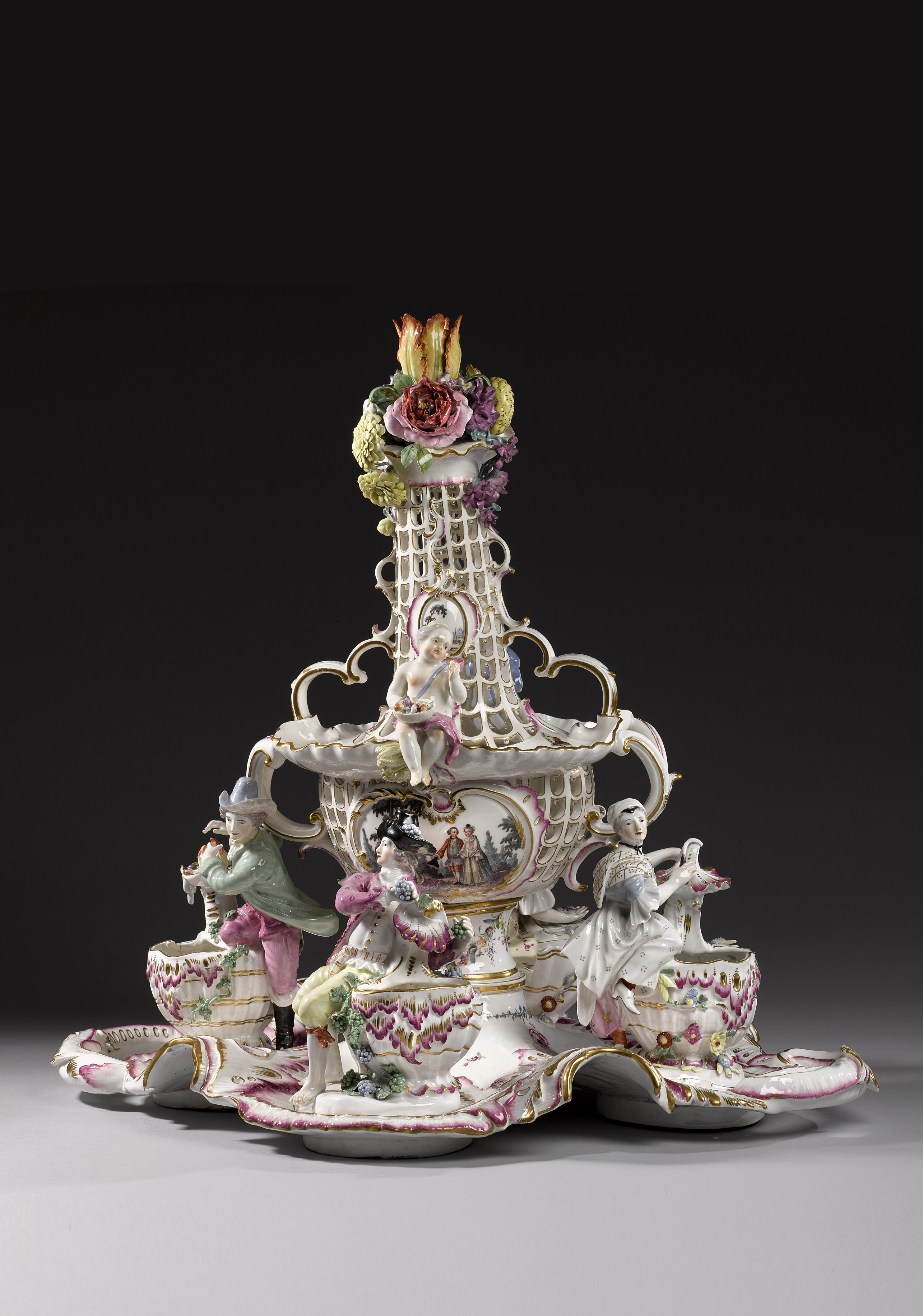
Porcelanowy serwis przyprawowy z 1760 roku
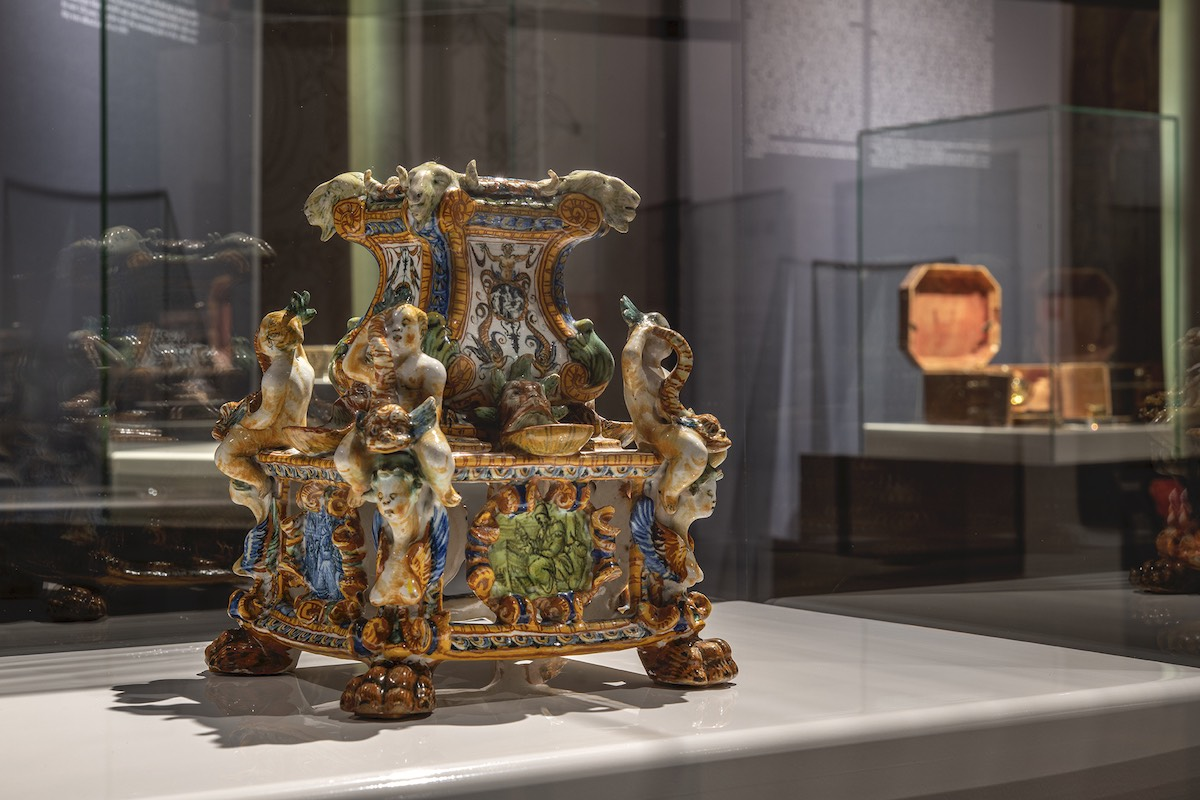
Solniczka z groteskami z 1570 roku na wystawie
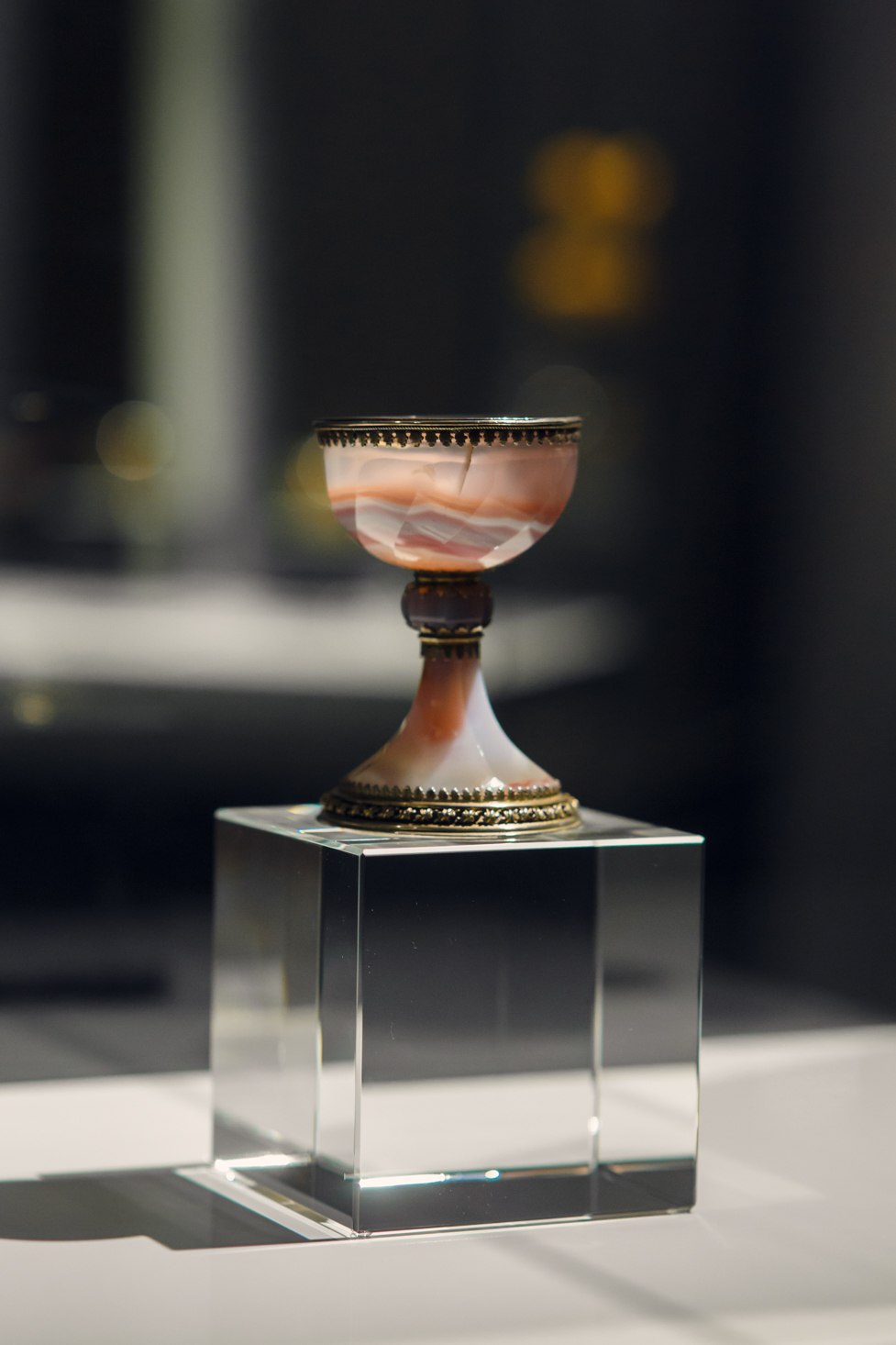
Solniczka gotycka z ok. 1500 roku na wystawie